# Rue Claude-Decaen
La rue Claude-Decaen est une voie du 12e arrondissement de Paris située dans le quartier de Picpus.

## Situation et accès
La rue Claude-Decaen est desservie par les lignes 6 et 8 aux stations Daumesnil et Porte de Charenton et par la ligne 3a du tramway d'Île-de-France.

## Origine du nom

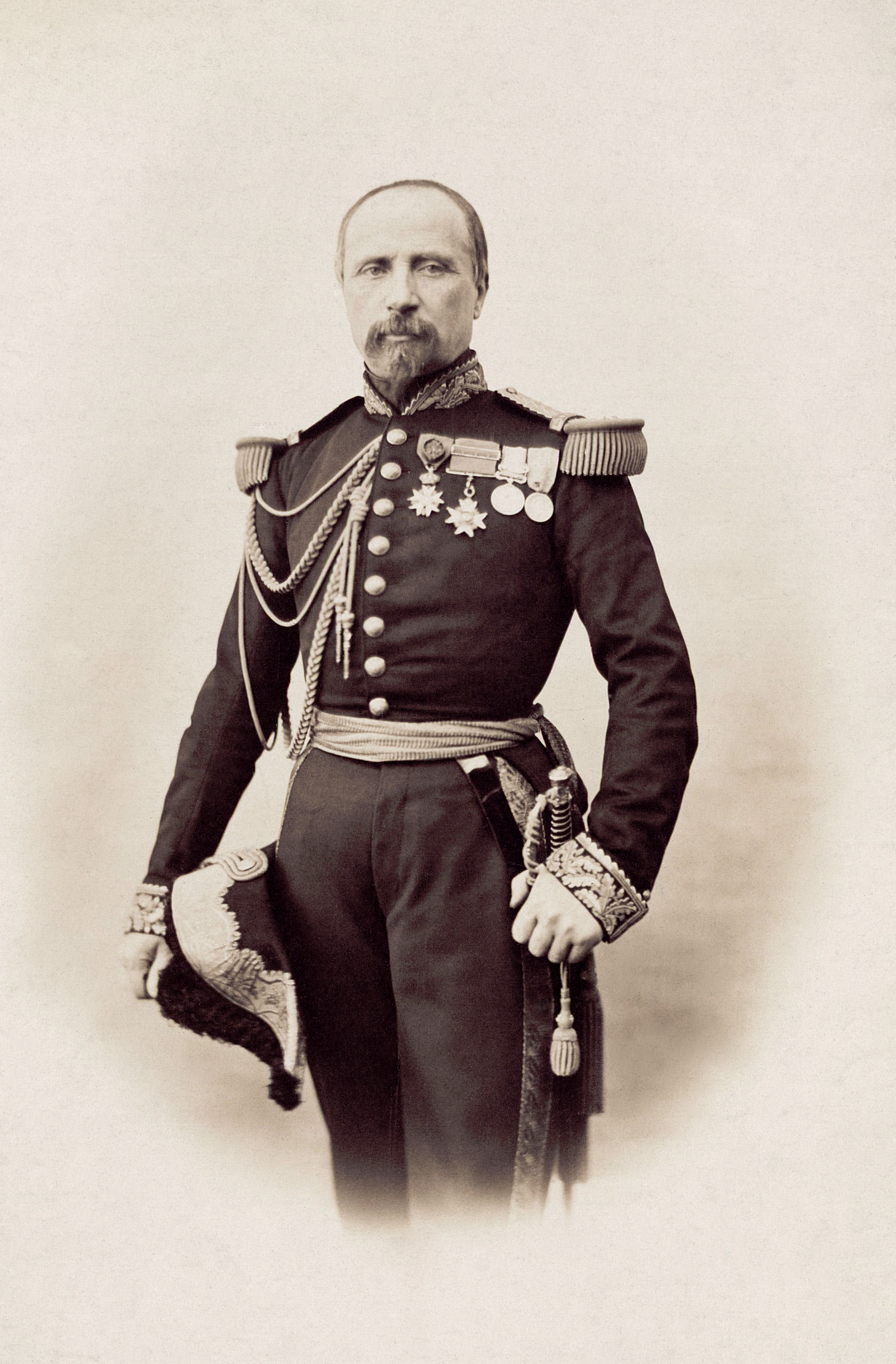
Claude Théodore Decaen.

Elle rend hommage au général français Claude Théodore Decaen, tué en 1870 à la bataille de Borny.

## Historique

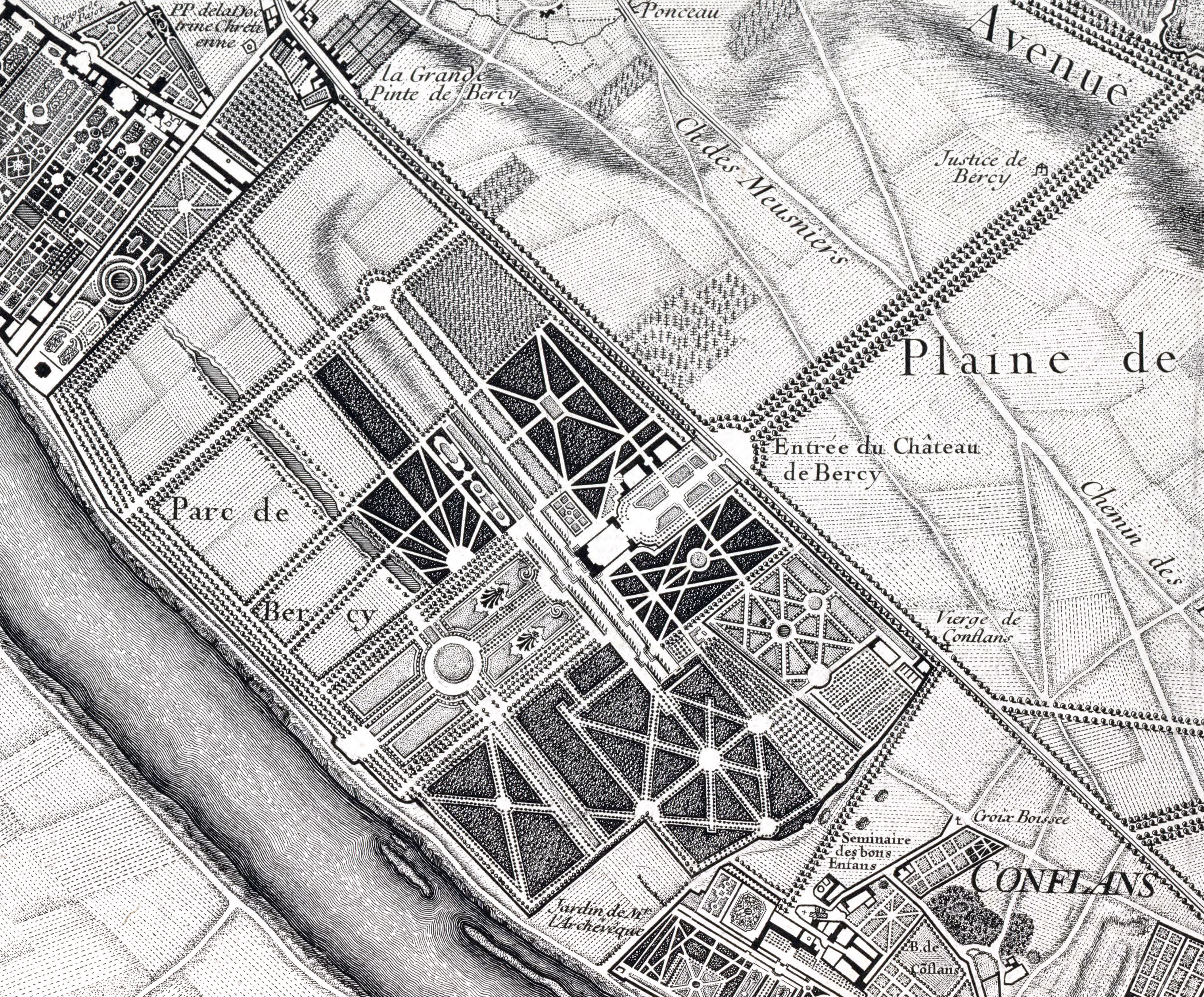
La rue Claude-Decaen, alors « chemin des Meusniers », sur le plan de Roussel, en 1730.

La rue emprunte le tracé d'un chemin appelé « chemin des Meunars » sur le plan de Roussel de 1730, qui reliait Paris à Charenton et desservait les champs et les moulins qui se trouvaient alors sur la plaine de Bercy.
Il prit ensuite la dénomination de « chemin des Meuniers » puis « rue du Chemin-de-Reuilly » au XIXe siècle avant de prendre le nom de « rue Decaen » en 1875 puis sa dénomination actuelle, « rue Claude-Decaen », par arrêté du 1er février 1877.
Le 30 janvier 1918, durant la première Guerre mondiale, la station Claude-Decaen de la petite ceinture située rue Claude-Decaen est touchée lors d'un raid effectué par des avions allemands.

## Bâtiments remarquables et lieux de mémoire
- No 11 : emplacement de la gare de la rue Claude-Decaen, sur l'ancienne ligne de Petite Ceinture.

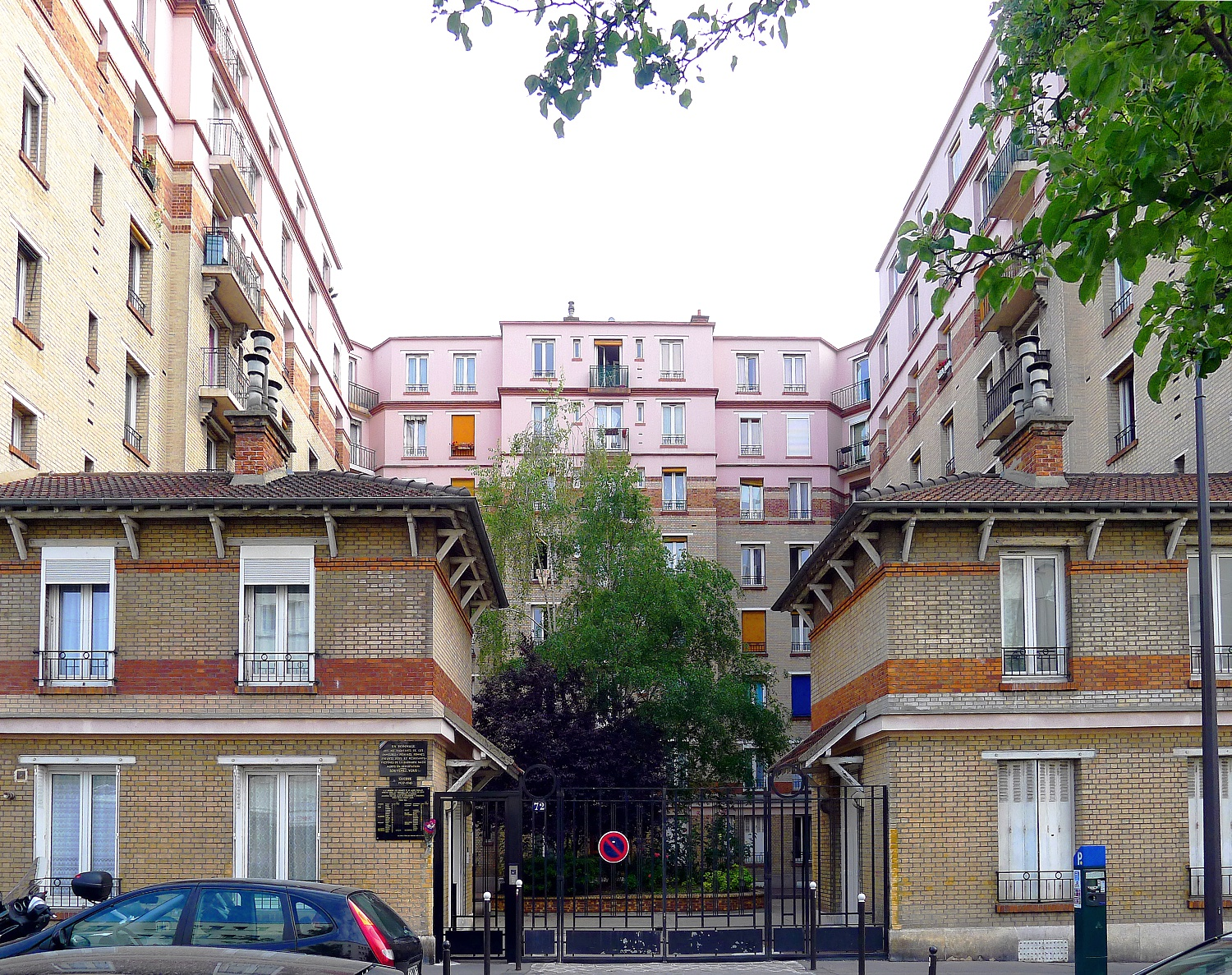
Cité populaire.
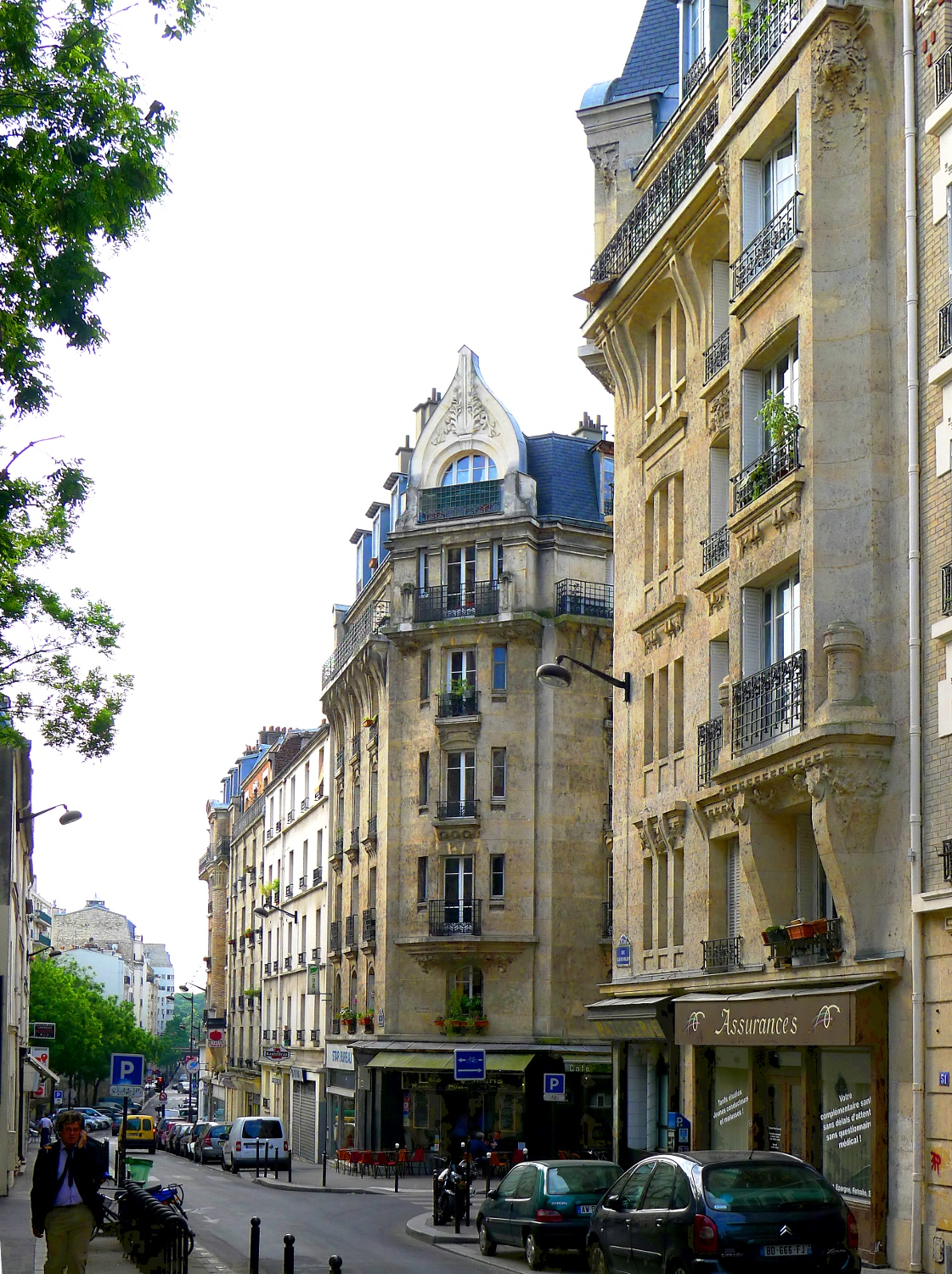
Immeubles haussmanniens.
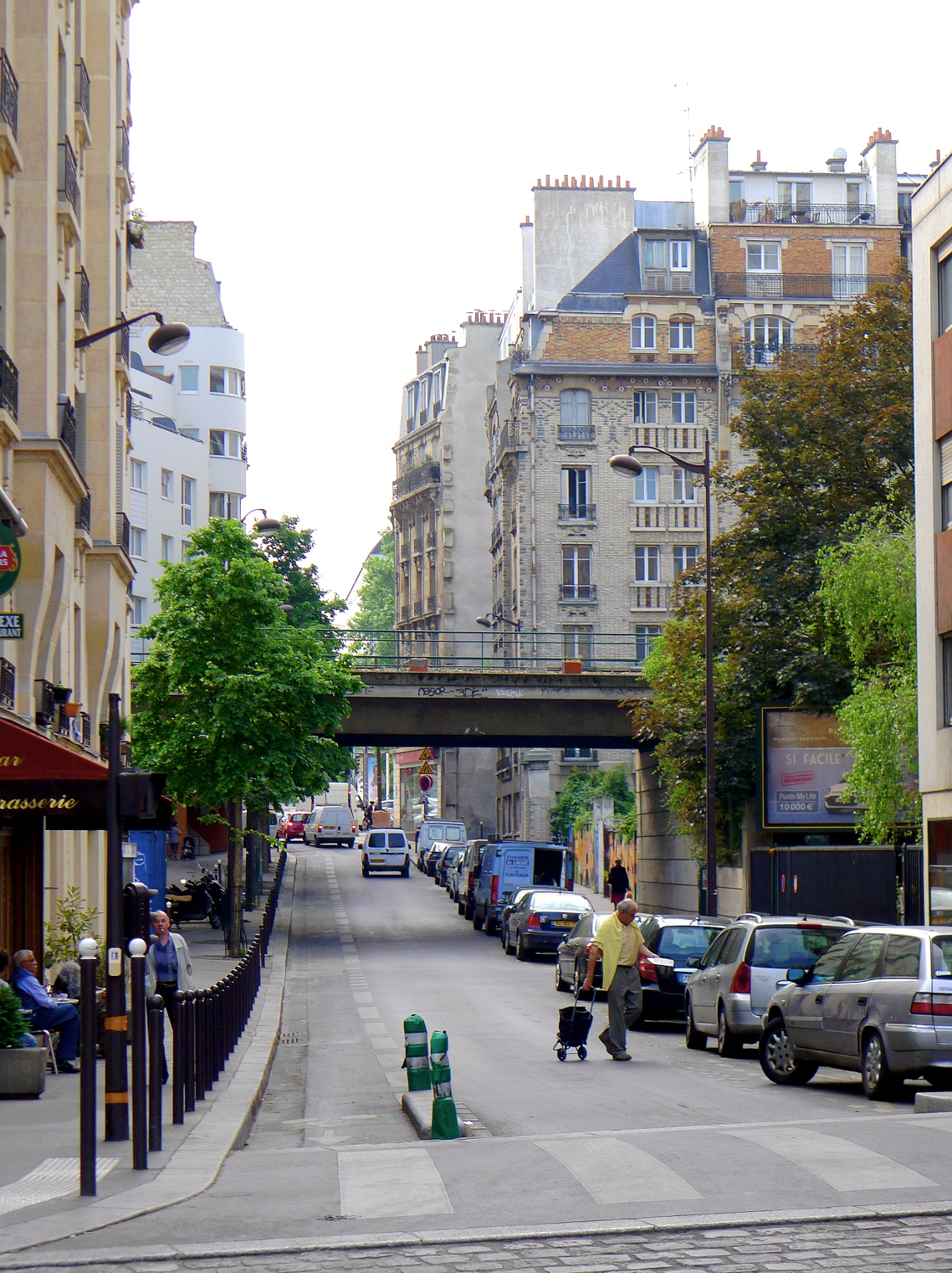
Passage sous la ligne de Petite Ceinture.